# Вармщепыльмуч
Вармщепыльмуч — река в России, в Каргасокском районе Томской области. Левый приток Чижапки.
Длина реки — 11 км. Вытекает из небольшого озера в 1 км к северо-западу от озера Вармщепыльмуч и в 4 км к юго-западу от Окуневого озера. Течёт по заболоченному лесу на восток-северо-восток. Вблизи Чижапки поворачивает на юг и течёт, уклоняясь влево, по дугообразной траектории. Впадает в Чижапку по левому берегу в 84 км от её устья и в 35 км к юго-юго-западу от села Старая Берёзовка.

## Данные водного реестра
По данным государственного водного реестра России относится к Верхнеобскому бассейновому округу, водохозяйственный участок реки — Васюган, речной подбассейн реки — Васюган. Речной бассейн реки — (Верхняя) Обь до впадения Иртыша.
Код объекта в государственном водном реестре — 13010800112115200032663.